# Benzinkocher

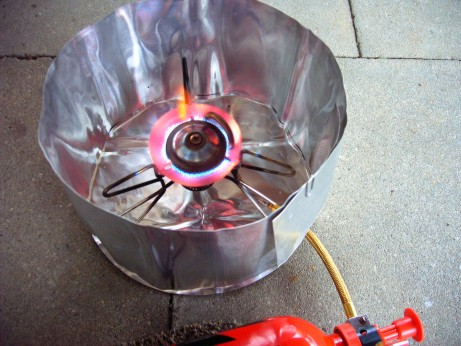
Benzinkocher mit Windschutz im Betrieb (Brennstoffflasche am unteren Bildrand)

Benzinkocher ist die Bezeichnung für Kocher, die zur Wärmeerzeugung Benzin (Reinbenzin, Ottokraftstoff) verbrennen und meist bei mobilen Anwendungen zum Einsatz kommen. Eine Variante ist der Mehrstoffkocher, der alternativ mit Petroleum oder Diesel betrieben werden kann, seltener auch mit Gas.

## Einsatzgebiet
Benzinkocher werden häufig bei Expeditionen und Outdoor-Aktivitäten, insbesondere beim Trekking, eingesetzt. Auch im militärischen Bereich findet die Technik Anwendung. So wurden bei der deutschen Bundeswehr bis 1985 Benzinkocher, ab dann stattdessen Diesel-/Petroleumkocher eingesetzt.

## Funktionsprinzip
Der Brennstoff wird per Druckförderung von dem Vorratsbehälter zur Verbrennung geleitet, wozu die Brennstoffflasche unter Druck gesetzt wird. Um den Kraftstoff direkt aus dem flüssigen Zustand heraus verbrennen zu können, wäre eine sehr feine Zerstäubung nötig. Die dafür benötigten hohen Drücke lassen sich jedoch nicht mit einem für Kocher vertretbaren Aufwand erzeugen, weshalb hier stets das Prinzip der Vergasung bzw. Verdampfung eingesetzt wird. Die Verdampfung des Brennstoffs erfolgt in einem rohrförmigen Verdampfer, der sich unmittelbar vor der Düse befindet. Deshalb müssen Benzinkocher stets vorgeheizt werden, bevor sie im regulären Zustand betrieben werden können. Schließlich wird der Brennstoff im gasförmigen Zustand durch die Düse ausgestoßen. Um eine bessere Vermischung mit der Luft zu erreichen, wird dieser Gasstrahl entweder durch ein Rohr mit seitlichen Bohrungen oder gegen eine Prallplatte geleitet. Das Prinzip der Prallplatte ist weiter verbreitet.
Um den unterschiedlichen Eigenschaften von Benzin, Petroleum und Diesel Rechnung zu tragen, werden bei sogenannten Mehrstoffkochern wechselbare Düsen verwendet, die je nach verwendetem Brennstoff gewählt werden können. Gereinigtes Benzin, auch als Wasch- oder Feuerzeugbenzin bekannt, verbrennt sauberer, ist jedoch teurer und meist schwerer zu beschaffen.
Zur Steigerung der Effizienz kommen häufig Windschutz und Hitzereflektor zum Einsatz, die die Heizleistung des Kochers teils beträchtlich steigern. Neuerdings kommen auch spezielle Töpfe mit Lamellensystemen, die einen höheren Wirkungsgrad haben, zum Einsatz.

## Vorteile
Besonders in abgelegenen Gegenden ist die Brennstoffbeschaffung für Benzinkocher normalerweise immer möglich, während z. B. Gaskartuschen wegen der vielen verwendeten Systeme oft Schwierigkeiten bereiten. Im Vergleich zu vielen anderen Kochertypen funktionieren Benzinkocher sowohl bei Kälte als auch in großen Höhen noch gut und ohne erhebliche Einbußen in der Heizleistung. Durch die hohe Dichte und den hohen spezifischen Brennwert von Benzin, Petroleum und Diesel entfällt auf den Vorratsbehälter im Vergleich zu Gaskartuschen relativ wenig Gewicht, was dem Benzinkocher bei größeren benötigten Brennstoffmengen und längerer Einsatzdauer trotz des höheren Grundgewichts des Brenners Gewichtsvorteile verschafft.
|                                    | Benzin | Spiritus | Butangas (flüssig) |
| ---------------------------------- | ------ | -------- | ------------------ |
| volumenspezifische Energie [MJ/l]  | 34,6   | 21,14    | 27,6               |
| volumenspezifisch x / Benzin [-]   | 1      | 0,611    | 0,798              |
| gewichtspezifische Energie [MJ/kg] | 47     | 26,78    | 46                 |
| gewichtspezifisch x / Benzin [-]   | 1      | 0,570    | 0,979              |

## Nachteile
Der Betrieb von Benzinkochern ist im Vergleich zu den Alternativen für Gas und Spiritus wenig komfortabel. Um einen Benzinkocher in Betrieb zu nehmen, muss dieser zuerst vorgeheizt werden. Während dieser Zeit verbrennt der Kraftstoff mit gelber und rußender Flamme. Durch die Rußentwicklung in der Vorheizphase und die thermische Zersetzung des Brennstoffs während des Verdampfungsvorganges, vor allem beim Betrieb mit Tankstellenbenzin, bilden sich an Kocher, Düse und Zuleitung Ruß und andere Rückstände, die zu Funktionsstörungen führen können. Benzinkocher benötigen daher meist regelmäßige Wartung und Reinigung, auch unterwegs. Beim Übergang vom Vorheizen in den regulären Betrieb kann es bei Ungeübten zu Stichflammen kommen, was insbesondere in Zelten gefährlich sein kann. Beim Betrieb von Benzinkochern kommt es teils zu deutlichen Geruchs- und Geräuschentwicklungen, was ihn für Campingplätze weniger geeignet macht. Einige Zeltplatzbetreiber, z. B. auf Musikfestivals verbieten auch Benzinkocher.
Viele Benzinkocher sind schlecht regelbar und werden üblicherweise nur bei voller Brennleistung betrieben, dies betrifft vor allem Kocher, deren Regler sich weit vom Brennkopf entfernt an der Druckflasche (der Pumpe) befindet. Kocher mit dem Regler direkt am Brennkopf lassen sich dagegen meist sehr gut regeln und ermöglichen auch das Kochen auf „kleiner Flamme“. Die Regelbarkeit eines Benzinkochers ist somit von der konkreten Konstruktionsweise abhängig. Mittlerweile gibt es auch Kocher mit zwei Reglern (an Pumpe und am Brennerkopf). Der Anschaffungspreis für Benzinkocher liegt teils deutlich über dem für die Alternativen für Gas oder Spiritus.